# Prillar-Guri
Prillar-Guri o Prillarguri es una figura legendaria que según la tradición oral era una mujer de Sel, en  Noruega, que jugó un papel clave en la batalla de Kringen en agosto de 1612.

## Fondo

Escudo de armas del municipio de Sel (kommune), Noruega, con Prillar-Guri

Suecia y el reino de Dinamarca y Noruega participaron activamente en la guerra de Kalmar. Casi trescientos reclutas del valle de Gudbrand habían sido masacrados en Nya Lödöse por los suecos. En julio, la marcha de Mönnichhoven a través de Noruega por Stjørdalen había asolado la zona. Por ello, una fuerza de milicianos campesinos de unos 500 soldados decidió tender una emboscada a la fuerza escocesa en Kringen (la parte más estrecha del valle). El terreno elegido por los noruegos hizo muy eficaz la emboscada.
Las fuerzas escocesas fueron duramente derrotadas en lo que fue una masacre. El hecho de que cerca de la mitad de los escoceses fueran ejecutados por los campesinos noruegos al día siguiente de la batalla puede ser una de las razones por las que la tradición intenta «suavizar» los sombríos acontecimientos. Una de las razones de esta reacción fueron los rumores sobre los saqueos y destrozos realizados por los mercenarios escoceses durante su viaje desde Romsdalen. Otra razón fue que los municipios de la zona no tenían capacidad para albergar prisioneros de guerra. Además el temor a más saqueos por parte de los mercenarios huidos dio a los granjeros una razón para matar a los soldados en el acto. Dieciocho escoceses fueron enviados a Dinamarca para ser juzgados, entre ellos el teniente coronel Alexander Ramsay. Algunos de ellos fueron finalmente devueltos a Escocia. La victoria noruega sobre los escoceses se sigue celebrando en el siglo XXI en Otta y Dovre.

## Pillar-Guri
- Guri es un nombre de mujer noruego común que tiene orígenes en la palabra nórdica antigua que significa bueno.[5]

- Prillar se refiere al cuerno que utilizó Guri. Hay un antiguo instrumento en Noruega llamado prillarhorn, que era un cuerno de vaca que se podía tocar. Prille es un término noruego para la articulación o digitación musical, especialmente en el violín hardanger.[6]
- Según la tradición oral, Pillar-Guri se situó en un promontorio al otro lado del río frente a las tropas escocesas que avanzaban. Hoy en día esta altura se llama Pillarguritoppen (852 m). Ella tocó el cuerno o bien para distraerlos o bien como señal.[7]

- Los informes y documentos oficiales que describen la batalla de Kringen no mencionan a Pillar-Guri. Aparece en la tradición oral y en letras heroicas escritas hasta 200 años después del acontecimiento. A principios del siglo XVII las mujeres rara vez aparecían en los documentos oficiales.
- En las ilustraciones modernas, Pillar-Guri ha tomado la forma de una joven de pelo largo y rubio, y se la muestra tocando un lur, un cuerno largo y natural común históricamente en Escandinavia. No existe descripción alguna que respalde esta imagen. Es producto de la imaginación nacional romantizada.[8]

## Legado
La historia de Pillar-Guri se ha popularizado en poemas y canciones, incluida una canción tradicional de la zona. Aparece por primera vez en forma escrita en Sagn, samlede i Gudbrandsdalen om Slaget ved Kringen, 26de August 1612 escrito durante 1838 por Hans Peter Schnitler Krag, el parroco de Vågå. Se hizo más conocida en la década de 1880 a partir de una novela del popular escritor noruego Rudolf Muus. Apareció también en poemas de Edvard Storm, Henrik Wergeland y Gerhard Schöning.
Su nombre también se recordaba en varias melodías de baile para violín Hardanger, la mayoría en afinaciones antiguas. El hecho de que las melodías de violín en cuestión parezcan bastante antiguas, la mayoría de ellas no anteriores a 1750, debería reforzar la teoría de una existencia anterior a la época nacionalista romántica en Noruega.
En Otta hay una estatua que la representa. El premio Pillar-Guri (Pillarguriprisen) se concede con motivo del festival anual de Pillar-Guri en Otta. También fue reproducida en un monumento conmemorativo erigido en 1912 con motivo del tricentenario de la batalla. También está representada en el escudo municipal de Sel.